# Eremo di San Secondo del Rio Adaja
L'eremo di San Secondo del Rio Adaja è un eremo sito fuori le mura della città spagnola di Avila, nella comunità autonoma di Castiglia e León. Nel 1985 è stato dichiarato Patrimonio dell'umanità, come elemento facente parte integrante della Città vecchia di Avila con le sue chiese fuori le mura.

## Storia e caratteristiche
Nonostante abbia subito un'importante ristrutturazione nel XVI secolo, mantiene alcuni elementi romanici nella facciata del XIII secolo.  Secondo la tradizione, nel 1519 venne trovato, nell'eremo, il sepolcro con i resti di San Secondo, legendario primo vescovo di Avila. Fino ad allora l'eremo era stato dedicato a San Sebastiano e prima ancora a Santa Lucia durante il corso di opere di ristrutturazione degli spazi interni. Presenta una tripla abside semicircolare.
La chiesa parrocchiale è stata dichiarata monumento storico-artistico prima ancora di essere annoverata come bene di interesse culturale dal 23 giugno 1923 per decreto Reale.

## Galleria d'immagini

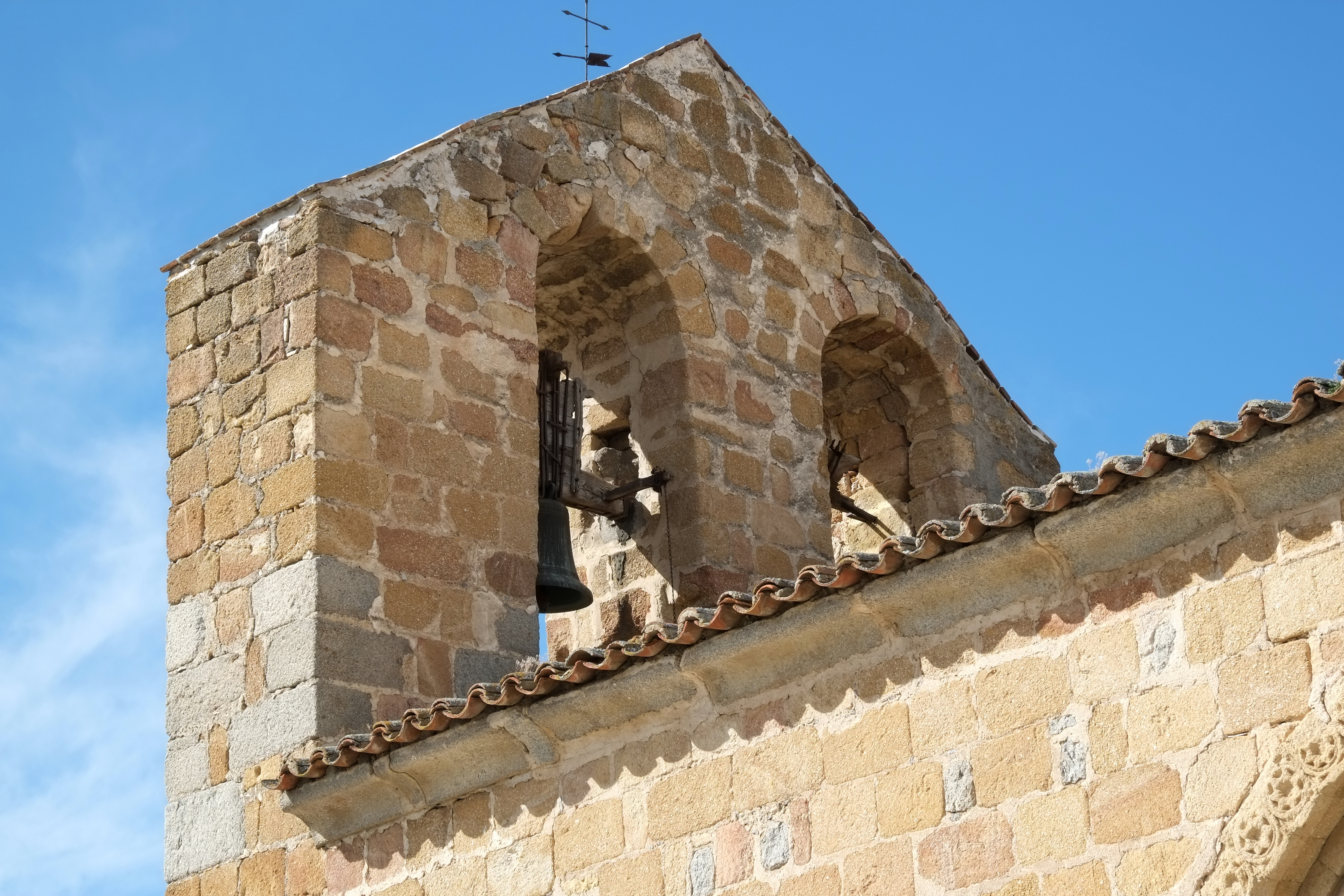
Campanile dell'eremo
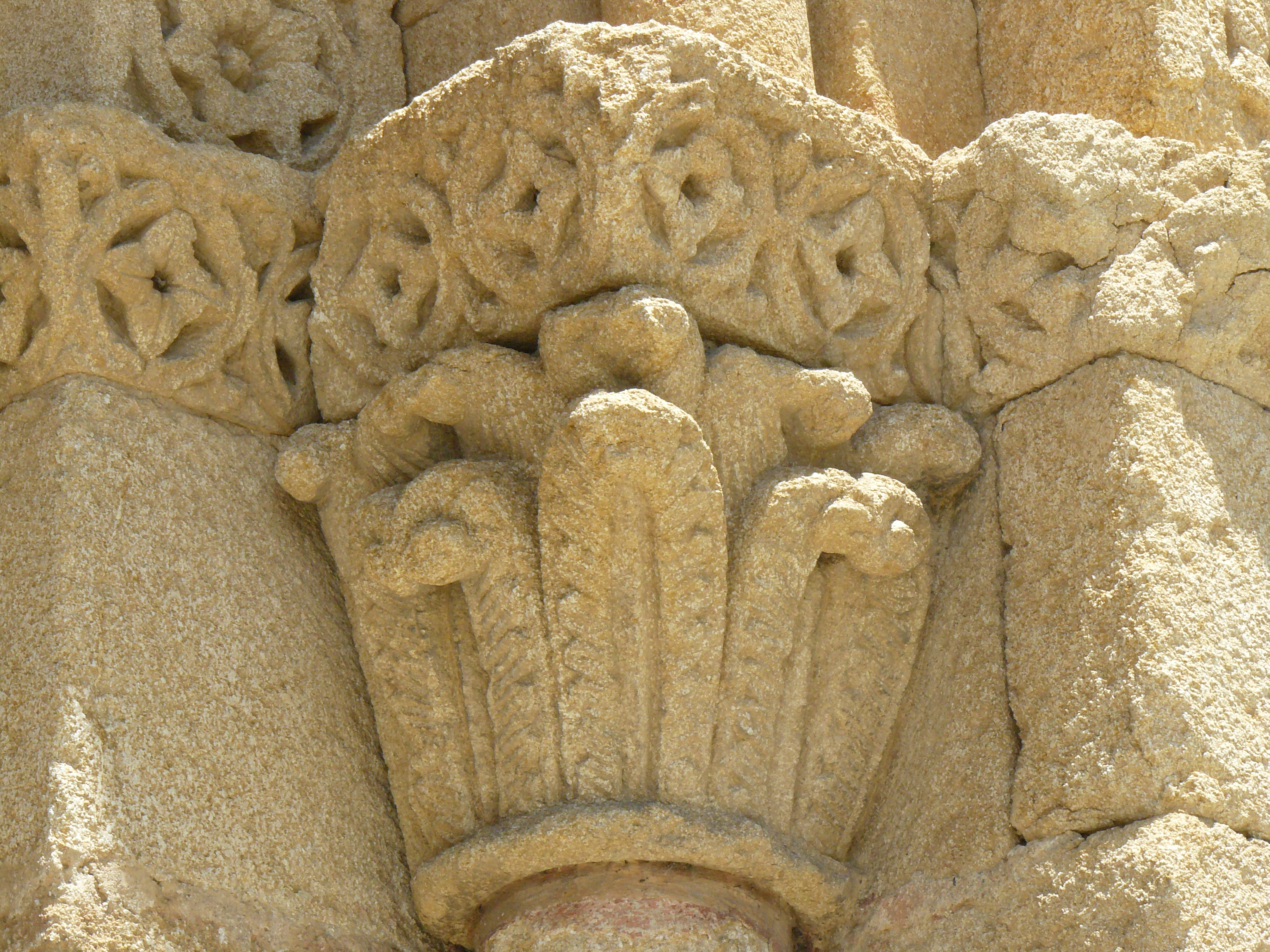
Dettaglio di un capitello
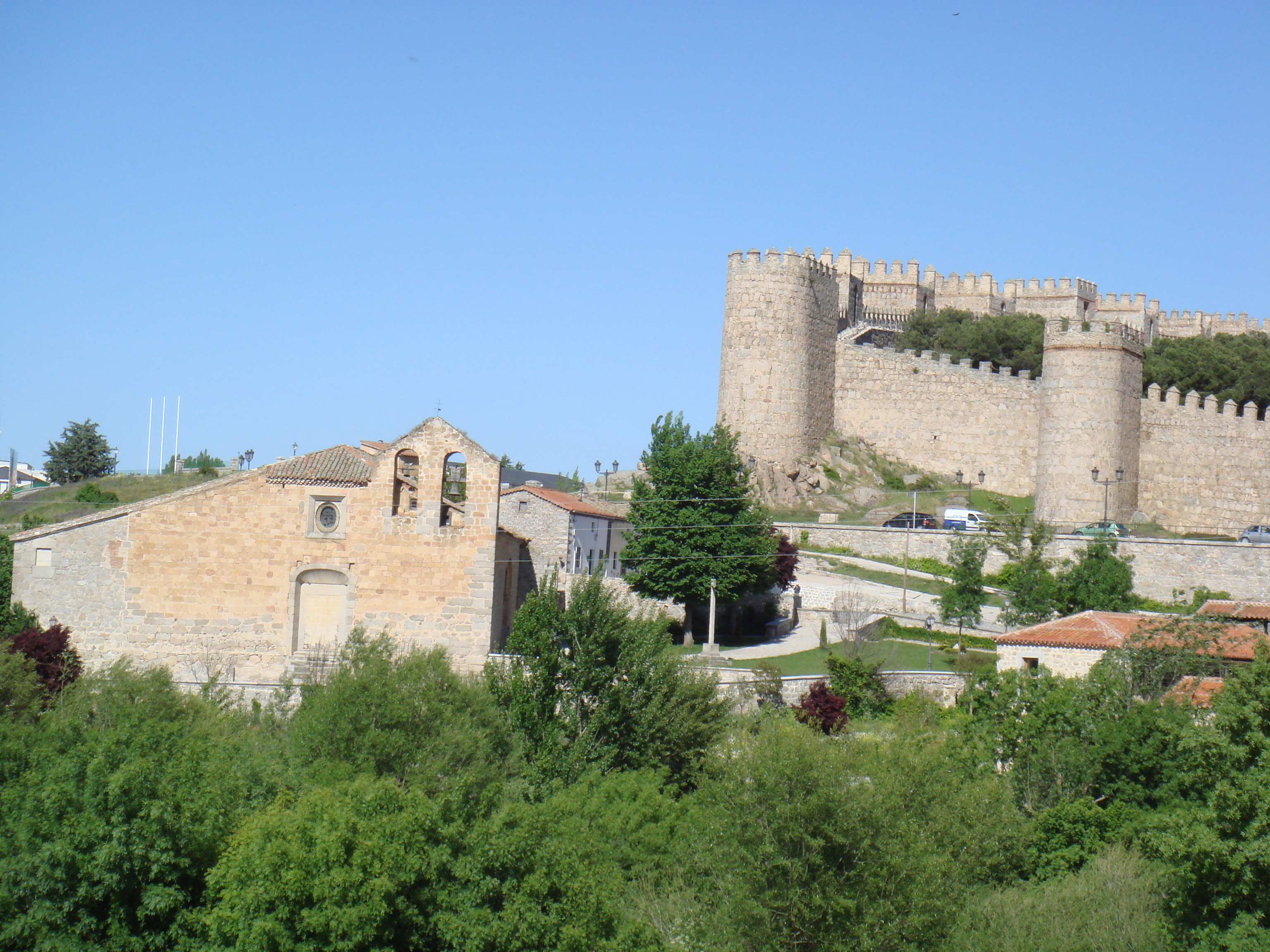
Ubicazione rispetto alle Mura di Avila
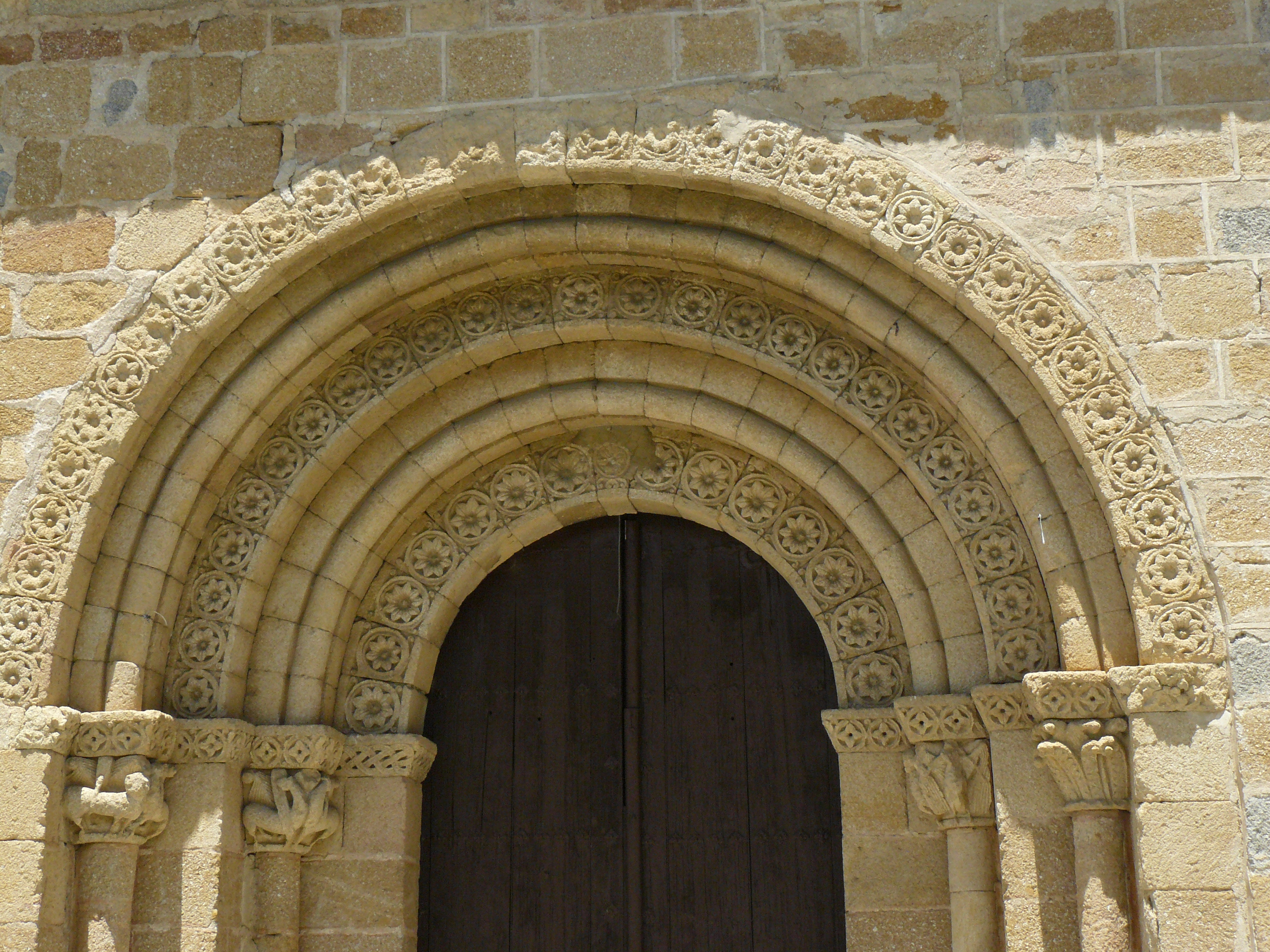
Dettaglio del portale
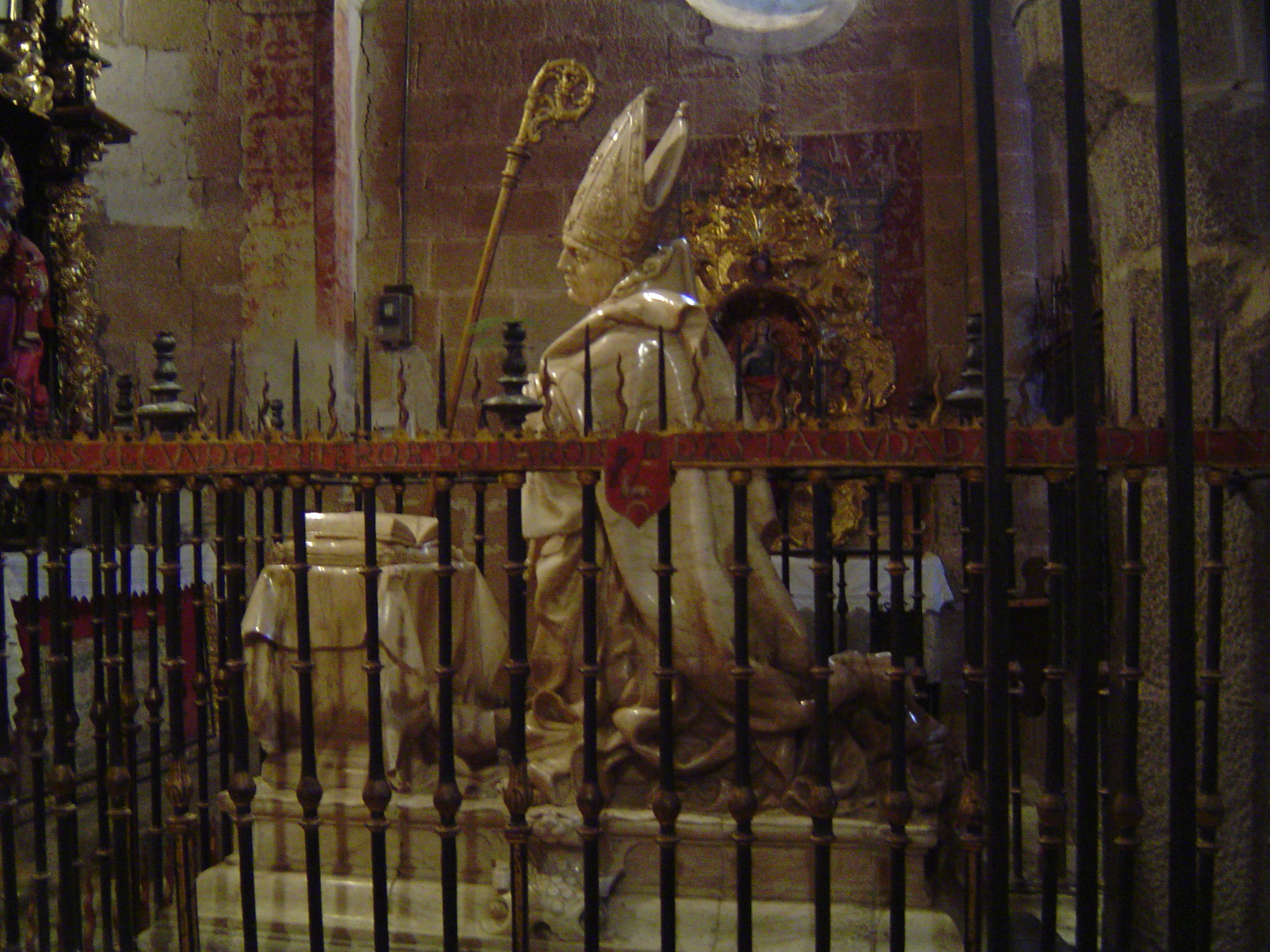
Interno dell'eremo